# Nueva Lucha
Nueva Lucha är en ort i Mexiko.   Den ligger i kommunen Siltepec och delstaten Chiapas, i den sydöstra delen av landet, 800 km sydost om huvudstaden Mexico City. Nueva Lucha ligger 1 132 meter över havet och antalet invånare är 377.
Terrängen runt Nueva Lucha är kuperad åt nordväst, men åt sydost är den bergig. Runt Nueva Lucha är det ganska glesbefolkat, med 50 invånare per kvadratkilometer. Närmaste större samhälle är La Rinconada, 15,4 km öster om Nueva Lucha. I omgivningarna runt Nueva Lucha växer huvudsakligen savannskog.